# Тит Куртилий Манциа
Тит Куртилий Манциа (на латински: Titus Curtilius Mancia) e сенатор на Римската империя. Произлиза от фамилията Куртилии.
През ноември и декември 55 г. е суфектконсул заедно с Гней Корнелий Лентул Гетулик. От 56 до 58 г. е легат Augusti pro praetore в Горна Германия. След това е проконсул на провинция Африка.